# Wieszkajma (wieś)
Wieszkajma (ros. Вешкайма) – osiedle typu miejskiego w Rosji, w obwodzie uljanowskim, w rejonie wieszkajmskim. W 2010 liczyła 1445 mieszkańców.